# Кемал Маловчич
Кемал Маловчич (на бошняшки: Kemal Malovčić) е босненски народен певец.

## Биография
Роден е на 6 май 1946 г. в Окреч, Югославия. В началото на кариерата си той получава голяма подкрепа от по-малкия си брат Джемал Маловчич, който пише музика и текст за него. През 80-те години Маловчич е член на Južni Vetar, като е сред певците от „Големите 5“ на групата, заедно със Синан Сакич, Драгана Миркович, Шемса Сулякович и Миле Китич. През 1985 г. издава най-известния си албум Okreće se kolo sreće, който се продава в над 600 000 копия. Към 2019 г. Маловчич е издал 25 албума и 16 сингъла.

## Личен живот
Кемал има дъщеря Едита, известна със сценичното си име Мадита, която също е певица и актриса.

## Дискография
Издава следните албуми:
- Gdje si sada, leptirice moja (1982, с Ansambl Branimira Đokića)
- Doviđenja, ja nemam strpljenja (1983, с Ansambl Branimira Đokića)
- Škorpion sam ja (1984, с Ansambl Branimira Đokića)
- Okreće se kolo sreće (1985, с Južni Vetar)
- Ko gubi... (1986, с Južni Vetar)
- Oženi me babo moj (1987, с Južni Vetar)
- Kemal (1988, с Južni Vetar)
- Prosjak ljubavi (1989, с Južni Vetar)
- Caru ide carevo (1990, с Južni Vetar)
- Ti si moj 13. broj (1991, с Južni Vetar)
- Kemal (1993, с Džavid Band)
- Neka paša, neka aga (1994, с Džavid Band)
- Trn u oku (1995)
- Neka pjesma krene (1997)
- Eh, da sam, da sam, da sam (1997, с Džavid и Fahro Band)
- Kolo sreće se okreće (1999, с Džavid Band)
- Kemal Malovčić (1999, с Fahro и Favoritti Band)
- Ranjeno je srce moje (2001, с Džavid Band)
- Car ljubavi (2002)
- Tek, tek (2004)
- Sretan put (2006)
- Sikter (2007)
- Deveram (2009)
- Dame imaju prednost (2011)
- Kralj pjesme (2016)